# Guayule
Die Guayule oder Mexikanische Gummipflanze (Parthenium argentatum) ist eine Pflanzenart innerhalb der Familie der Korbblütler (Asteraceae). Sie wird aufgrund ihres hohen Milchsaftgehaltes als eine der wenigen nicht-tropischen Kautschukpflanzen genutzt.
Der Name Guayule entstammt dem Nahuatl cuauh-olli für „Holzgummi, Gummibaum“.

## Beschreibung

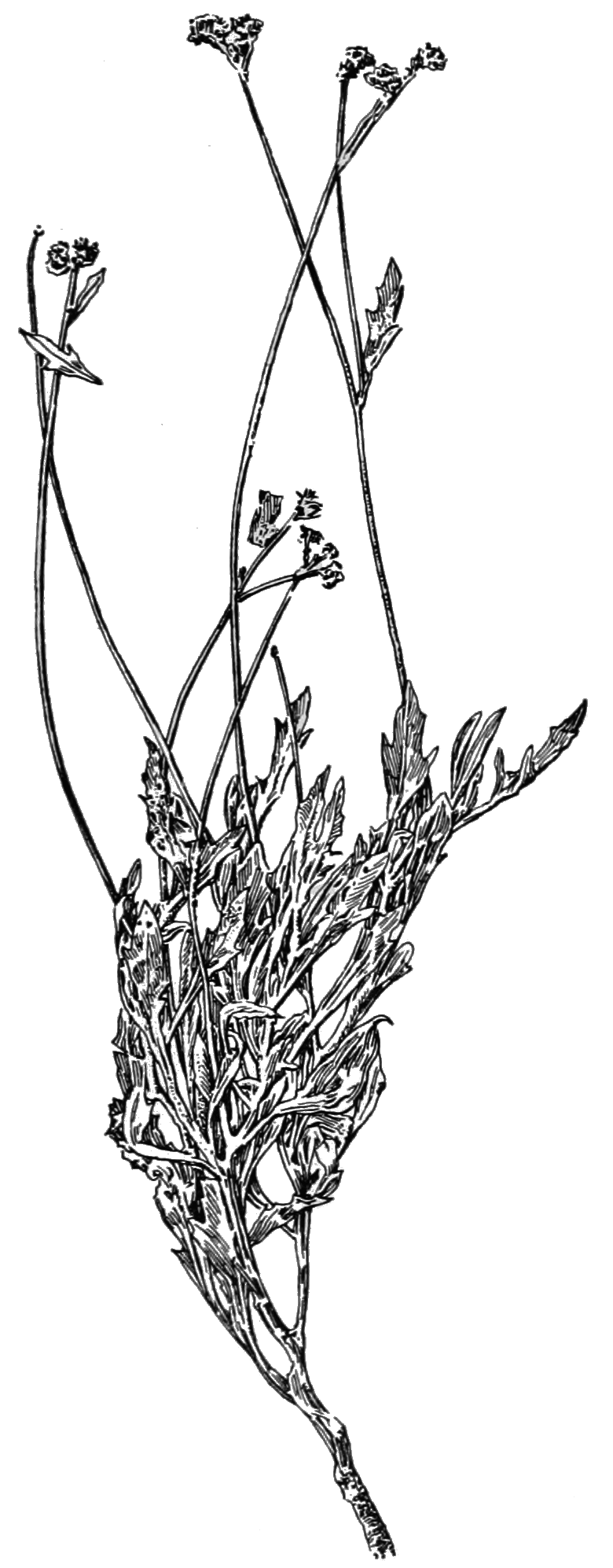
Illustration

Die trockenheitsresistente Guayule wächst als ein dicht verzweigter, bis zu etwa 120 cm hoher, ausdauernder Strauch oder Zwergbaum mit einer starken Pfahlwurzel. Die Pfahlwurzel kann mehrere Meter tief reichen und sie bildet weitläufige Seitenwurzeln aus. Die jungen Zweige und Blütenstandsstiele sind hellgrün, später hellbraun und feinhaarig. Die Rinde bei ausgewachsenen Stämmen und Zweigen ist flachrissig und grau-braun. Ausgewachsen bildet die Guayule eine runde und dichte Krone aus.
Die gestielten und eiförmigen bis lanzettlichen oder verkehrt-ei- bis spatelförmigen, fahlgrünen Blätter sind  15–25(–40+) × 6–15(–25+) mm groß. Die Spitze ist spitz bis abgerundet, der Blattrand ist ganz oder unregelmäßig gezähnt bis gelappt oder gespalten. Die Blätter sind ob- und unterseits weiß-gräulich feinborstig (graufilzig). Die Blattbasis ist teils herablaufend. Die Blätter sind spiralig oder selten wirtelig sowie gegenständig angeordnet.
Es stehen jeweils drei bis fünf oder mehr kurz gestielte Blütenkörbe in einem lang gestielten (bis 20 cm), einseitigen und zymösen, zusammengesetzten Blütenstand zusammen. Ist reichlich Wasser vorhanden, spreizen sich die Blütenstände auseinander. Wenn Wasser knapp ist, bleiben die Blütenstiele dagegen sehr kurz und eventuell werden keine oder verkümmerte Blüten ausgebildet.
In den kleinen 5 mm breiten Blütenkörben bilden nur die fünf weißlichen, weiblichen Zungenblüten Früchte, während die grünlichen, zwittrigen aber funktionell männlichen Röhrenblüten (Scheibenblüten) keine Früchte ausbilden. Beim Blütenkorb sind zehn, jeweils fünf in zwei Kreisen, grünliche, feinhaarige Hüllblätter (Phyllarien) vorhanden. Die fünf Zungenblüten sind jeweils mit einem Hüllblatt des Korbs verwachsen und haben eine ausladende Zunge. Die 20–30 Röhrenblüten sitzen jeweils in einem sackartigen, dicht behaarten Hüllblatt (Schuppe). Sie haben eine fünflappige Corolla und fünf, röhrig zusammengewachsene Staubblätter und einen abortiven Stempel. 
Die Zungenblüten sind jeweils mit zwei Röhrenblüten und einem Hüllblatt zu einem „Achänenkomplex“ verwachsen, der kurze Griffel hat eine zweilappige Narbe. Es wird bei Reife der ganze Achänenkomplex abgeworfen, dies dient der Samenausbreitung durch Wind und Wasser. Die restlichen Scheibenblumen, d. h. alle bis auf zehn, bleiben aneinander befestigt und fallen als eine geschrumpfte, konische Masse zusammen mit den verbliebenen, persitenten fünf Hüllblättern des Blütenkorbes ab. Nach der Blüte bleiben die toten Stiele über dem Laub der Pflanze sichtbar und bilden ein auffälliges Erscheinungsbild.
Es werden 2,5–3 mm große, eiförmige und einseitig abgeflachte, hellbräunliche Achänen (Cypselas) mit sehr kurzem Pappus und einer doppelten Samenschale (Tegmen, Testa) gebildet. Die Testa ist dünn und weichlich, das dünne Tegmen ist härter.
Die Guayule wird durch  Wind und verschiedene Insekten wie Bienen, Wanzen und Käfern bestäubt.
Die Chromosomenzahl ist 2n = 36.

## Verbreitung
Die Guayule ist in den Halbwüstengebieten Nord- und Mittelmexikos in den Bundesstaaten Zacatecas, Coahuila, Chihuahua, San Luis Potosí, Nuevo León und Tamaulipas sowie in den südlichen US-Staaten Texas und New Mexico verbreitet.

## Inhaltsstoffe
Die Pflanze akkumuliert große Mengen Milchsaft (Latex) in den Parenchymzellen des Stammes und der Zweige und Wurzeln, aber nur wenig in den Blättern. Der Latex liegt hier in isolierten Milchsaftzellen vor, die zwischen den anderen Zellen eingestreut sind und untereinander keine Verbindung haben. Der Kautschuk kann darum hier nicht durch Abzapfen gewonnen werden, weil keine schlauchförmigen Milchröhren, -gefäße gebildet werden. 

## Nutzung als Kautschukpflanze

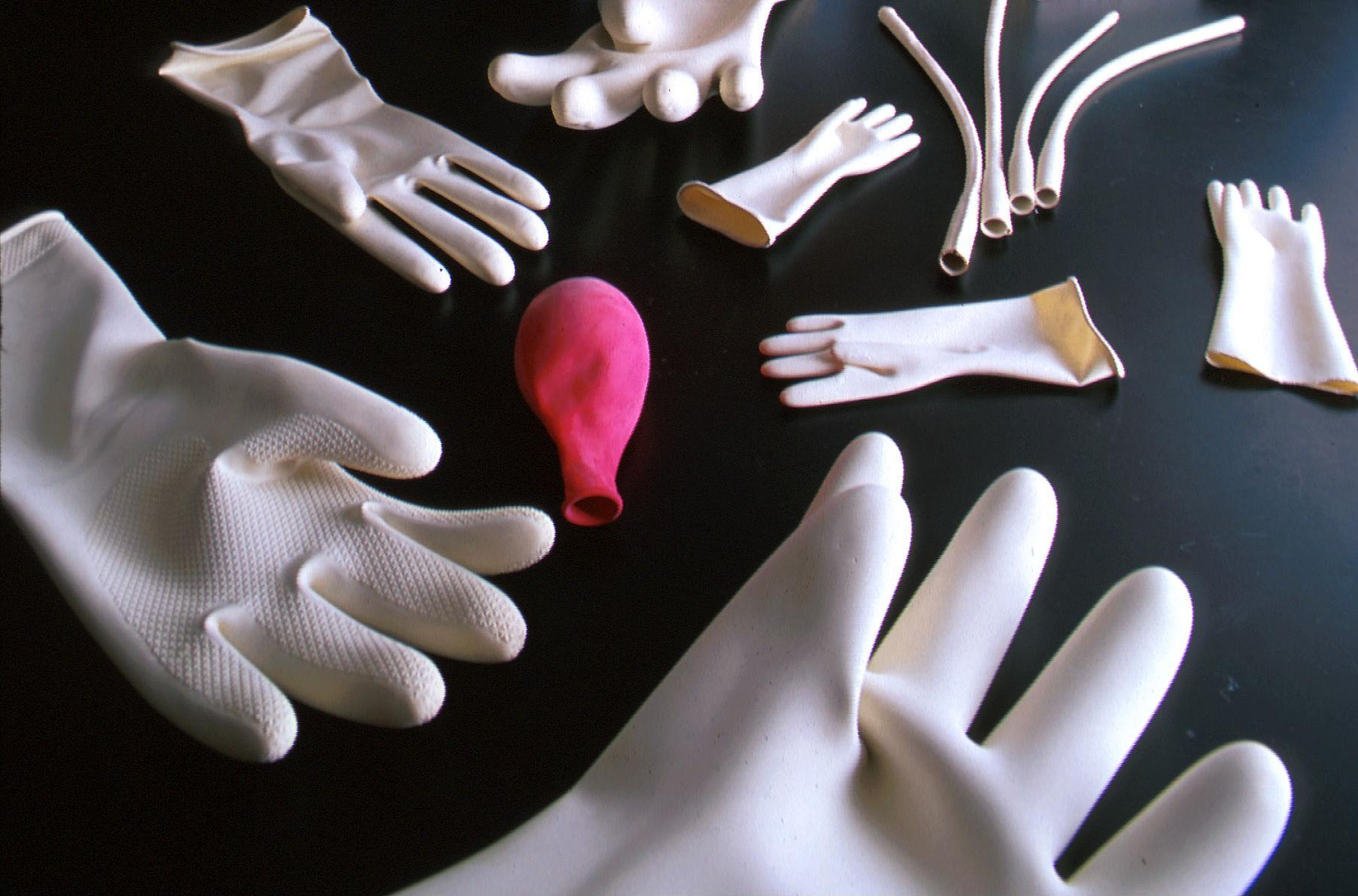
Experimentell hergestellte Produkte aus Guayule-Kautschuk

Die Guayule wird aufgrund ihres im Gegensatz zum Kautschukbaum (Hevea brasiliensis) hohen Gehalts an Latex als Kautschukpflanze genutzt. Der Guayule-Kautschuk ist ein Polymer aus bis zu 6.000 Isopren-Einheiten, ähnlich wie der des Kautschukbaums, die Polyisoprene sind hier ebenfalls cis-konfiguriert, dabei beträgt der Kautschukanteil der Pflanze in der Regel 5–7 % der Gesamtmasse, kann jedoch auch bis zu 17 % betragen. Bei der Gewinnung des Guayule-Kautschuks fällt als Nebenprodukt auch Harz an.
Historisch hatte Guayule vor allem während der Zeit des Zweiten Weltkriegs Bedeutung, als die USA von den Kautschukexporten aus Südostasien abgeschnitten waren. Zu dieser Zeit wurde er auch versuchsweise in der Sowjetunion angebaut. Da Guayule im Gegensatz zum Para-Kautschuk des Kautschukbaums eine viel geringere allergieerzeugende Wirkung (Latexallergie) hat, ist in den letzten Jahren das Interesse an Guayule-Kautschuk als nachwachsendem Rohstoff wieder gestiegen.
Die antiallergischen Qualitäten liegen in den unterschiedlichen Proteinen sowie dem viel geringeren Proteingehalt des Guayule-Kautschuks und der Hydrophobizität der Proteine, das bedeutet, dass sie fest mit der Kautschukphase des Latexprodukts verbunden sind.
Er wird vor allem zur Herstellung von Produkten hergestellt, die im direkten Hautkontakt stehen, insbesondere für Matratzen, Gummihandschuhe und andere Hygieneprodukte. Im April 2008 wurde mit Untersuchungshandschuhen der Yulex Corporation, USA, das erste Produkt für medizinische Anwendungen in den Vereinigten Staaten durch die Food and Drug Administration freigegeben, damit war das natürliche „Yulex-Gummi“ das einzige Material, das die Sicherheitsanforderungen für natürliche Latexprodukte auf der Grundlage des Proteingehalts erfüllt. Es werden neuerdings auch Reifen aus Guayule-Kautschuk produziert.

### Gewinnung
Zur Gewinnung des Kautschuks wird die gesamte Pflanze geerntet und gemahlen, anschließend wird der Latex ausgewaschen. Durch eine Vulkanisation mit Schwefel werden die Isoprenketten unregelmäßig verknüpft und somit zu einem elastischen Gummi vernetzt.

## Taxonomie
Die Guayule wurde zuerst von dem nordamerikanischen Arzt und Botaniker John Milton Bigelow im Jahre 1852 in Texas entdeckt. Die Erstbeschreibung erfolgte durch Asa Gray einige Jahre später in Torr. Bot. Mex. Bound. II, 1859, S. 86.